# Ковалёв, Михаил Васильевич (политик)
Михаил Васильевич Ковалёв (16 августа 1925 — 5 июля 2007) — советский, белорусский государственный и партийный деятель, председатель Совета Министров БССР в 1986–1990 годах.

## Образование
Белорус. В 1954 году окончил Ленинградский горный институт (строительный факультет).

## Биография
С 1943 года участник Великой Отечественной войны: стрелок, связист. Дважды ранен.
- 1945—1946 — курсант Рязанского артиллерийского училища.
- 1946—1948 — старший телефонист одного из артиллерийских полков Московского военного округа.
- 1948—1949 — рабочий на Минском мотороремонтном заводе.
- 1954—1966 — мастер, прораб, старший прораб, начальник участка, начальник строительного управления, управляющий строительным трестом, Солигорск.
- 1966—1967 — заместитель министра строительства БССР, заместитель министра промышленного строительства БССР.
- 1967—1977 — председатель Минского горисполкома. С именем М. В. Ковалёва связан ввод в эксплуатацию 1-й очереди Минского метрополитена.
- 1977—1978 — 1-й заместитель председателя Госплана БССР.
- 1978—1984 — заместитель председателя Совмина БССР.
- 1984—1986 — первый заместитель председателя Совмина БССР.
- 1986—1990 — председатель Совета Министров БССР.

Член КПСС с 1962, член ЦК КПСС в 1986–1990. Депутат Совета Национальностей Верховного Совета СССР 11 созыва (1984—1989) от Белорусской ССР, Народный депутат СССР (1989—1991).
С 1990 года — персональный пенсионер союзного значения.
Умер 5 июля 2007 года.
В Минске в доме по адресу: Броневой переулок, 4, где он жил, установлена памятная мемориальная доска.

## Награды
- орден Ленина
- орден Октябрьской Революции

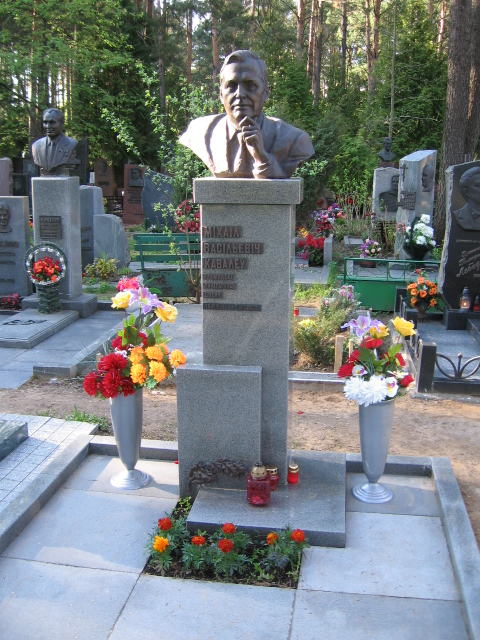
Могила М. В. Ковалёва, Восточное кладбище, Минск

- орден Отечественной войны 1-й степени
- два ордена Трудового Красного Знамени
- два орденf Красной Звезды
- орден «Знак Почёта»
- медаль «За отвагу»